# Keiluk
Keiluk (auch: Keirukku-tō, Kiloken, Kirakoen-To, Namrik, Namurikku) ist eine unbewohnte Insel des Ailinglaplap-Atolls in der Ralik-Kette im ozeanischen Staat der Marshallinseln (RMI).

## Geographie
Das Motu liegt im östlichen Riffsaum des Atolls zwischen Jeh im Süden mit dem Jeh Channel (Chie-suidō, Jeh Passage) sowie weiteren kleinen unbenannten Motus und Jih im Norden. Das Motu selbst ist ca. 1,2 km lang.

## Klima
Das Klima ist tropisch heiß, wird jedoch von ständig wehenden Winden gemäßigt. Ebenso wie die anderen Orte der Ailinglaplap-Gruppe wird Keiluk gelegentlich von Zyklonen heimgesucht.